# جامع الدالاتي
جامع الدالاتي يُعَدُّ المسجد أثراً قديماً يتميز بموقعه الجغرافي في مركز المدينة، ويعتبر من أهم وأشهر المعالم الإسلامية والأثرية في مدينة حمص لما تحمله المئذنة من فن معماري إسلامي فريد. وقد شارك في بنائه كل من الحاج حسين بن حسن بن محمد الدالاتي والحاج إسماعيل بن خضر كريدية، وتم الانتهاء من بنائه عام 1913م. وأطلق عليه حين شيد للمرة الأولى اسم جامع السلطان عبد الحميد إلى أن تم تغيير الاسم فيما بعد نسبة إلى خان وسبيل الدالاتي. و"الدالاتي" هي نسبة إلى قرية دلاتة شمال فلسطين.